# Melipilla (provins)
Provincia de Melipilla är en provins i Chile.   Den ligger i regionen Región Metropolitana de Santiago, i den mellersta delen av landet, 60 km sydväst om huvudstaden Santiago de Chile.
Kommuner i provinsen:

- Curacaví
- María Pinto
- Melipilla
- San Pedro
- Alhué

I omgivningarna runt Provincia de Melipilla växer huvudsakligen savannskog. Runt Provincia de Melipilla är det glesbefolkat, med 8 invånare per kvadratkilometer.